# إميريتس 7/24
إميريتس 7/24 هي صحيفة إلكترونية إماراتية حكومية.

## التاريخ
تم إطلاق صحيفة إميريتس بزنس 7/24 وهي صحيفة اقتصادية يومية باللغة الإنجليزية في 9 ديسمبر 2007 لتحل مكان صحيفة إميريتس توداي الإنجليزية أيضا التي تأسست في 2005. وأطلقت الصحيفة موقعها الإلكتروني في 1 يوليو 2010. وتحولت بأمر من محمد بن راشد آل مكتوم حاكم دبي إلى إلكترونية تماما في 2011.

## وصلات خارجية
- الموقع الرسمي